# Жестянка (Саратовская область)
Жестя́нка — село в Пугачёвском районе Саратовской области, входит в состав Клинцовского сельского поселения.

## География
Село находится в южной части района, в равнинной местности, вдалеке от крупных транспортных артерий. Рядом с селом протекает река Большая Чалыкла, левым притоком которой является река Жестянка. Немного севернее находится озеро Лебяжье.

### Часовой пояс
Село Жестянка, как и вся Саратовская область, находится в часовой зоне МСК+1. Смещение применяемого времени относительно UTC составляет +4:00.

## Население
| 2002 | 2010 |
| ---- | ---- |
| 518  | ↘383 |

## Улицы
| - ул. Красноармейская, - ул. Молодёжная, - ул. Набережная, | - ул. Пролетарская, - ул. Советская, - ул. Татарская. |